# جائزة يوبيل الاتحاد الأوروبي لكرة القدم
جوائز يوبيل الاتحاد الأوروبي لكرة القدم هي جوائز قدمها الاتحاد الأوروبي لكرة القدم في الذكرى السنوية الخمسين سنة 2004 ، فطلب من كل الاتحادات الأوروبية الأعضاء اختيار واحد من لاعبيها بحيث يكون اللاعب الأبرز خلال ال 50 سنة الماضية (1954-2003). فوقع الاختيار على 52 لاعب من 52 دولة وعرفوا باسم اللاعبين الذهبيين.

## قائمة اللاعبين
وهذه قائمة اللاعبين المختارين للجوائز والذين وقع عليهم الاختيار في نوفمبر 2003 ، من قبل اتحادات بلدانهم الوطنية وجرى التسليم في مقر الاتحاد في مدينة نيون السويسرية.
| - - فريتز فالتر - - دينو زوف - - خورين أوغانيسيان - - هاكان شوكور - - بوبي مور - - أوليغ بلوخين - - هنريك لارسون - - يان بوبلوهار - - ألفريدو دي ستيفانو - - برانكو أوبلاك - - دراغان دزاجيتش - - دينيس لو - - ليف ياشين                                                 | - - أناتولي بانيشفسكي - - سيرجي ألينيكوف - -باول فان همست - - سافيت سوسيتش - - خريستو ستويتشكوف - - دافور سوكر - - جاست فونتين - - سوتيريس كايافاس - - يوسيف ماسوبست - - مايكل لاودروب - - مارت بووم - - فيرينك بوشكاش - - ألكساندرس ستراكوفس | - -مورتاز خورتسيلافا - -جورجي هاجي - - أوزيبيو - -يوهان كرويف - - داركو بانكيف - - جورج بست - - موردخاي شبيغلر - - كارمل بوسوتيل - - فلودزيميرز لوبانسكي - - رون براستوف - - جون تشارلز - - ستيفان شابويزا - - كولدو | - - بانايوت بانو - هربرت بروهاسكا - ياري ليتمانن - - راينر هاسلر - - أبراهام لوكين هانسن - - آرمنس ناربكوفاس - - ماسيمو بونيني - -لويس بايلوت - - سيرجي كفاتشكين - - بافل سيبانو - - جوني جايلز - - آزغير سيغرفينسون - - فاسيليس هاتزبيناجس | هذه مقالة جزء من الاتحاد الأوروبي لكرة القدم الرؤساء ايبي شوارتز (1954–62) غوستاف فايردركيهر (1962–72) ساندور باركس (1972–73) أرتيمو فرانكي (1973–83) جاك جيورجيس (1983–90) لينارت يوهانسون (1990–2007) ميشيل بلاتيني (2007–15) أنخيل ماريا فيلار (2015–16) ألكسندر تشيفرين (2016–الان) البطولات الدولية بطولة أمم أوروبا دوري الأمم الأوروبية بطولة أمم أوروبا تحت 21 سنة بطولة أمم أوروبا تحت 19 سنة بطولة أمم أوروبا تحت 17 سنة بطولة أمم أوروبا للسيدات بطولة أمم أوروبا تحت 19 سنة للسيدات بطولة أمم أوروبا تحت 17 سنة للسيدات بطولات الأندية دوري أبطال أوروبا الدوري الأوروبي دوري المؤتمر الأوروبي كأس الكؤوس الأوروبية كأس إنترتوتو كأس السوبر الأوروبي دوري شباب أوروبا دوري أبطال أوروبا للسيدات كأس الإنتركونتيننتال بطولات غير مصنفة بطولات دولية كأس البلطيق للأندية كأس منطقة البلطيق دوري كومنولث الدول المستقلة كأس سيتانتا كأس البلقان للأندية كأس أمم البلقان كأس الدول الأسكندنافية بطولة البيت البريطاني كأس سيلتيك بطولات الأندية كأس المعارض الأوروبية كأس أوروبا الوسطى كأس لاتينا الجوائز لوح يويفا التذكاري جائزة أفضل لاعب في أوروبا جائزة أفضل لاعبة في أوروبا جائزة اليويفا لأفضل لاعب جائزة اليويفا لأفضل فريق أفضل حارس مرمى أوروبي جوائز الاتحاد الأوروبي جائزة يوبيل الاتحاد الأوروبي أفضل لاعبي كرة القدم الأوروبية بمناسبة اليوبيل الذهبي الاتحاد الدولي لكرة القدم بوابة كرة القدم ع ن ت |
| هذه مقالة جزء من | | | | |
| الاتحاد الأوروبي لكرة القدم | | | | |
| | | | | |
| الرؤساء ايبي شوارتز (1954–62) غوستاف فايردركيهر (1962–72) ساندور باركس (1972–73) أرتيمو فرانكي (1973–83) جاك جيورجيس (1983–90) لينارت يوهانسون (1990–2007) ميشيل بلاتيني (2007–15) أنخيل ماريا فيلار (2015–16) ألكسندر تشيفرين (2016–الان)                               | | | | |
| البطولات الدوليةبطولة أمم أوروبا دوري الأمم الأوروبية بطولة أمم أوروبا تحت 21 سنة بطولة أمم أوروبا تحت 19 سنة بطولة أمم أوروبا تحت 17 سنة بطولة أمم أوروبا للسيدات بطولة أمم أوروبا تحت 19 سنة للسيدات بطولة أمم أوروبا تحت 17 سنة للسيدات                               | | | | |
| بطولات الأنديةدوري أبطال أوروبا الدوري الأوروبي دوري المؤتمر الأوروبي كأس الكؤوس الأوروبية كأس إنترتوتو كأس السوبر الأوروبي دوري شباب أوروبا دوري أبطال أوروبا للسيدات كأس الإنتركونتيننتال                                                                              | | | | |
| بطولات غير مصنفةبطولات دولية كأس البلطيق للأندية كأس منطقة البلطيق دوري كومنولث الدول المستقلة كأس سيتانتا كأس البلقان للأندية كأس أمم البلقان كأس الدول الأسكندنافية بطولة البيت البريطاني كأس سيلتيك بطولات الأندية كأس المعارض الأوروبية كأس أوروبا الوسطى كأس لاتينا | | | | |
| الجوائزلوح يويفا التذكاري جائزة أفضل لاعب في أوروبا جائزة أفضل لاعبة في أوروبا جائزة اليويفا لأفضل لاعب جائزة اليويفا لأفضل فريق أفضل حارس مرمى أوروبي جوائز الاتحاد الأوروبي جائزة يوبيل الاتحاد الأوروبي أفضل لاعبي كرة القدم الأوروبية بمناسبة اليوبيل الذهبي         | | | | |
| الاتحاد الدولي لكرة القدم بوابة كرة القدم | | | | |
| ع ن ت | | | | |

## وصلات خارجية
http://www.uefa.com/uefa/news/Kind=256/newsId=130150.html